# Hoa hậu Hoàn vũ 2023
Hoa hậu Hoàn vũ 2023 là cuộc thi Hoa hậu Hoàn vũ lần thứ 72 được tổ chức vào ngày 18 tháng 11 năm 2023 tại Đấu trường José Adolfo Pineda, San Salvador, El Salvador. Hoa hậu Hoàn vũ 2022 R'Bonney Gabriel đến từ Hoa Kỳ đã trao lại vương miện cho người kế nhiệm Sheynnis Palacios đến từ Nicaragua, Sheynnis đã trở thành người Nicaragua đầu tiên đăng quang Hoa hậu Hoàn vũ.
Các thí sinh đến từ 84 quốc gia và vùng lãnh thổ đã tranh tài trong ấn bản lần này. Chương trình được dẫn bởi Jeannie Mai và Hoa hậu Hoàn vũ 2012 Olivia Culpo năm thứ hai liên tiếp, cùng với Maria Menounos. Hoa hậu Hoàn vũ 2018 Catriona Gray và Zuri Hall cũng năm thứ hai liên tiếp làm phóng viên hậu trường. John Legend là ca sĩ khách mời trong ấn bản này.

## Thông tin cuộc thi

### Địa điểm tổ chức
Ngày 14 tháng 1 năm 2023, tổ chức cuộc thi đã thông báo phiên bản lần thứ 72 sẽ được tổ chức ở El Salvador. Đây cũng là lần đầu tiên cuộc thi diễn ra tại một quốc gia Mỹ Latin kể từ năm 2011.
Vào ngày 14 tháng 1 năm 2023, trong cuộc thi Hoa hậu Hoàn vũ 2022, Tổng thống El Salvador Nayib Bukele thông báo rằng cuộc thi Hoa hậu Hoàn vũ lần thứ 72 sẽ được tổ chức tại El Salvador vào cuối năm 2023, sau khi tổ chức cuộc thi lần cuối vào năm 1975. Sau đó, vào ngày 27 tháng 7 năm 2023, Tổ chức Hoa hậu Hoàn vũ thông báo cuộc thi sẽ diễn ra vào ngày 18 tháng 11 năm 2023.
Sự lựa chọn El Salvador đã vấp phải sự chỉ trích do đất nước này vẫn đang trong tình trạng khẩn cấp trong bối cảnh cuộc đàn áp các băng đảng tại El Salvador. Các cuộc biểu tình đã được tổ chức tại thủ đô San Salvador sau khi chính phủ công bố phân bổ công quỹ để tổ chức cuộc thi trong bối cảnh khủng hoảng kinh tế. Hơn nữa, những người phản đối việc tổ chức đã chế nhạo việc tổ chức như một cách để "đánh lạc hướng của công chúng khỏi sự vi phạm nhân quyền trong cuộc trấn áp các băng đảng của Tổng thống Bukele và các cách mà ông ấy đã thực hiện để hạn chế bị chỉ trích".
Để quảng bá cuộc thi, ban tổ chức đã cung cấp gói du lịch "Hello Universe".

### Lựa chọn thí sinh
Các thí sinh từ 84 quốc gia và vùng lãnh thổ đã được chọn để cạnh tranh trong cuộc thi. Một trong những đại biểu này đã được bổ nhiệm vào vị trí này sau khi là á quân của cuộc thi quốc gia của họ hoặc được chọn thông qua quá trình casting. Trong số đó có Rikkie Kollé của Hà Lan và Marina Machete của Bồ Đào Nha, sẽ là người chuyển giới thứ hai và thứ ba tham dự Hoa hậu Hoàn vũ.
Phiên bản này sẽ đánh dấu sự ra mắt của Pakistan; và sự trở lại Đan Mạch, Ai Cập, Guyana, Hungary, Ireland, Kazakhstan, Latvia, Mông Cổ, Na Uy và Zimbabwe. Zimbabwe lần cuối tham gia vào năm 2001; Latvia lần cuối tham gia vào  2006; Guyana lần cuối tham gia vào năm 2017; Ai Cập và Mông Cổ lần cuối tham gia vào năm 2019; trong khi đó những nước còn lại tham gia vào năm 2021.
Từ phiên bản này trở đi, Tổ chức Hoa hậu Hoàn vũ cho phép phụ nữ đã kết hôn và có con làm thí sinh.

## Kết quả

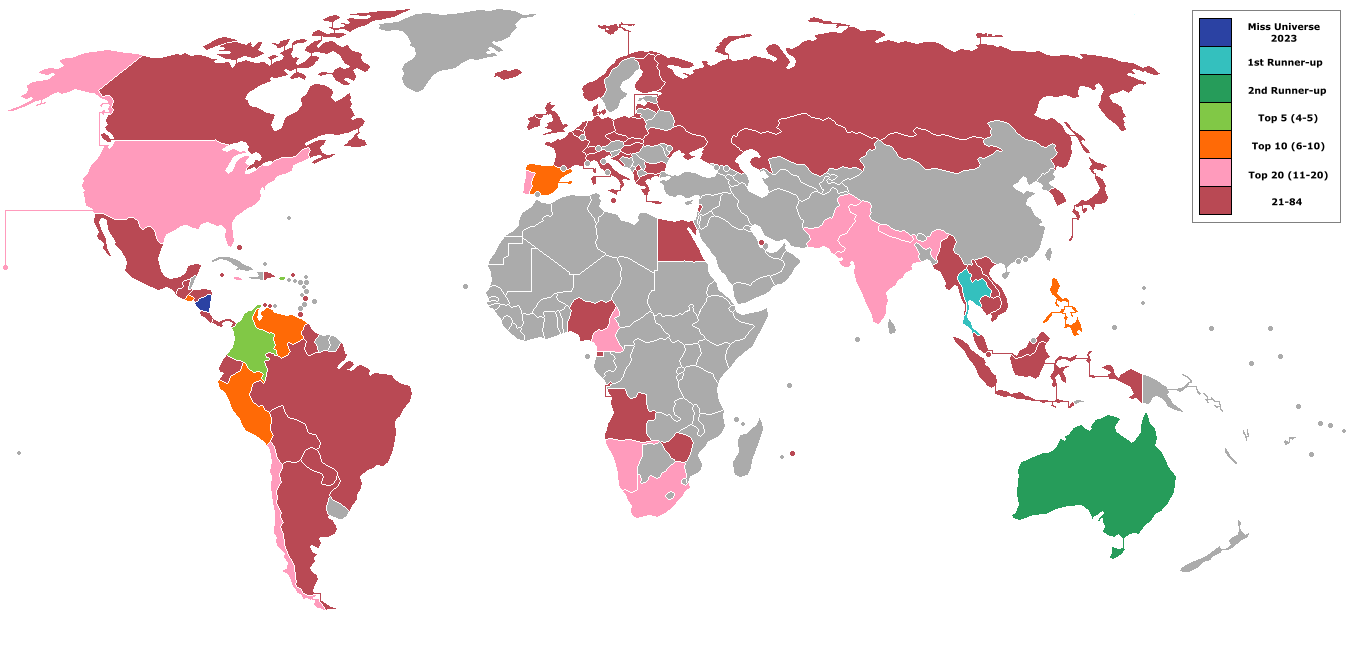
Các quốc gia và lãnh thổ tham gia Hoa hậu Hoàn vũ 2023 và kết quả.

### Thứ hạng
| Kết quả              | Thí sinh |
| -------------------- | --- |
| Hoa hậu Hoàn vũ 2023 | - Nicaragua – Sheynnis Palacios |
| Á hậu 1              | - Thái Lan – Anntonia Porsild |
| Á hậu 2              | - Úc – Moraya Wilson |
| Top 5                | - Colombia – Camila Avella - Puerto Rico – Karla Guilfú |
| Top 10               | - El Salvador – Isabella García-Manzo - Perú – Camila Escribens - Philippines – Michelle Dee § - Tây Ban Nha – Athenea Pérez - Venezuela – Diana Silva |
| Top 20               | - Cameroon – Ndoun Issie Princesse - Chile – Celeste Viel - Ấn Độ – Shweta Sharda - Jamaica – Jordanne Lauren Levy - Namibia – Jameela Uiras - Nepal – Jane Garrett - Pakistan – Erica Robin - Bồ Đào Nha – Marina Machete - Nam Phi – Bryoni Natalie Govender |

§: Thí sinh được vào thẳng Top 20 do bình chọn từ khán giả.

### Thứ tự gọi tên
| 1. Nicaragua 2. Tây Ban Nha 3. Puerto Rico 4. Namibia 5. Venezuela 6. Ấn Độ 7. Thái Lan 8. Chile 9. Jamaica 10. Hoa Kỳ 11. Nepal 12. Peru 13. Cameroon 14. Colombia 15. Pakistan 16. Úc 17. Philippines 18. Bồ Đào Nha 19. Nam Phi 20. El Salvador | 1. Puerto Rico 2. Thái Lan 3. Perú 4. Colombia 5. Nicaragua 6. Philippines 7. El Salvador 8. Venezuela 9. Úc 10. Tây Ban Nha | 1. Úc 2. Puerto Rico 3. Nicaragua 4. Thái Lan 5. Colombia | 1. Thái Lan 2. Úc 3. Nicaragua |

### Giải thưởng đặc biệt
| Giải thưởng                 | Thí sinh                      |
| --------------------------- | ----------------------------- |
| Trang phục dân tộc đẹp nhất | - Philippines – Michelle Dee  |
| Lễ hội Carnival             | - Philippines – Michelle Dee  |
| Hoa hậu Thân thiện          | - Tây Ban Nha – Athenea Pérez |

### Voice For Change
| Kết quả     | Thí sinh |
| ----------- | --- |
| Chiến thắng | - Angola – Ana Coimbra - Philippines – Michelle Dee - Puerto Rico – Karla Guilfú |
| Top 10      | - Brazil – Maria Brechane - Chile – Celeste Viel - Liban – Maya Aboul Hosn - Singapore – Priyanka Annuncia - Nam Phi – Bryoni Natalie Govender - Ukraine – Angelina Usanova - Zimbabwe – Brooke Bruk-Jackson |

## Chương trình

### Hội đồng giám khảo
- Halima Aden – Người mẫu người Mỹ gốc Somalia.
- Mario Bautista – Ca sĩ người Mexico (với tư cách giám khảo vòng chung kết).
- Giselle Blondet – Nữ diễn viên và truyền hình người Puerto Rico.
- Janelle Commissiong – Hoa hậu Hoàn vũ 1977 đến từ Trinidad và Tobago.
- Nadia Ferreira – Người mẫu người Paraguay, Hoa hậu Hoàn vũ Paraguay 2021 và là Á hậu 1 Hoa hậu Hoàn vũ 2021 (với tư cách giám khảo vòng chung kết).
- Avani Gregg – Nhân vật truyền thông xã hội người Mỹ (với tư cách giám khảo vòng chung kết).
- Carson Kressleyt – Diễn viên, nhà thiết kế và nhân vật truyền hình người Mỹ (với tư cách giám khảo vòng chung kết).
- Eleanor Mariano – Bác sĩ người Mỹ gốc Philippines.
- Iris Mittenaere – Hoa hậu Hoàn vũ 2016 đến từ Pháp.
- Sweta Patel – Phó chủ tịch tiếp thị tăng trưởng và bán hàng tại Roku (với tư cách giám khảo vòng chung kết).
- Denise White – Nữ doanh nhân người Mỹ và là Hoa hậu Oregon Hoa Kỳ 1994.

## Thí sinh tham gia
Cuộc thi có tổng cộng 84 thí sinh tham gia:
| Quốc gia/ Vùng lãnh thổ | Thí sinh                | Tuổi | Quê quán            |
| ----------------------- | ----------------------- | ---- | ------------------- |
| Albania                 | Endi Demneri            | 25   | Tirana              |
| Angola                  | Ana Coimbra             | 23   | Benguela            |
| Argentina               | Yamile Dajud            | 27   | Rio Negro           |
| Aruba                   | Karol Croes             | 27   | Oranjestad          |
| Úc                      | Moraya Wilson           | 21   | Melbourne           |
| Bahamas                 | Melissa Ingraham        | 27   | Long Island         |
| Bahrain                 | Lujane Yacoub           | 20   | Hamala              |
| Bỉ                      | Emilie Vansteenkiste    | 21   | Elewijt             |
| Bolivia                 | Estefany Rivero         | 26   | Beni                |
| Brazil                  | Maria Brechane          | 19   | Rio Grande          |
| Quần đảo Virgin (Anh)   | Ashellica Fahie         | 28   | Tortola             |
| Bulgaria                | Yuliia Pavlikova        | 30   | Kerch               |
| Campuchia               | John Sotima             | 23   | Kampong Cham        |
| Cameroon                | Ndoun Issie Princesse   | 22   | Littoral Region     |
| Canada                  | Madison Kvaltin         | 24   | Greater Sudbury     |
| Quần đảo Cayman         | Ileann Powery           | 25   | West Bay            |
| Chile                   | Celeste Viel            | 24   | Santiago            |
| Colombia                | Camila Avella           | 28   | Yopal               |
| Costa Rica              | Lisbeth Valverde        | 28   | Uvita               |
| Croatia                 | Andrea Erjavec          | 23   | Perušić             |
| Curaçao                 | Kim Rossen              | 25   | Willemstad          |
| Cộng hòa Séc            | Vanesa Švédová          | 19   | Přerov              |
| Đan Mạch                | Nikoline Hansen         | 21   | Valby               |
| Cộng hòa Dominica       | Mariana Downing         | 27   | Cotuí               |
| Ecuador                 | Delary Stoffers         | 23   | Guayaquil           |
| Ai Cập                  | Mohra Tantawy           | 21   | Cairo               |
| El Salvador             | Isabella García - Manzo | 20   | San Salvador        |
| Guinea Xích Đạo         | Diana Hinestrosa        | 25   | Corisco             |
| Phần Lan                | Paula Joukanen          | 22   | Helsinki            |
| Pháp                    | Diane Leyre             | 26   | Paris               |
| Đức                     | Helena Bleicher         | 24   | Ravensburg          |
| Anh Quốc                | Jessica Page            | 27   | Liverpool           |
| Hy Lạp                  | Marielia Zaloumi        | 20   | Athens              |
| Guatemala               | Michelle Cohn           | 28   | Thành phố Guatemala |
| Guyana                  | Lisa Narine             | 26   | Pomeroon-Supenaam   |
| Honduras                | Zuheilyn Clemente       | 22   | Tegucigalpa         |
| Hungary                 | Tünde Blága             | 27   | Hidegség            |
| Iceland                 | Lilja Síf Pétursdóttir  | 19   | Reykjavik           |
| Ấn Độ                   | Shweta Sharda           | 22   | Chandigarh          |
| Indonesia               | Fabienne Groeneveld     | 23   | Jakarta             |
| Ireland                 | Aishah Akorede          | 23   | Leixlip             |
| Ý                       | Carmen Panepinto        | 24   | Vittoria            |
| Jamaica                 | Jordanne Lauren Levy    | 22   | Kingston            |
| Nhật Bản                | Rio Miyazaki            | 20   | Shizuoka            |
| Kazakhstan              | Tomiris Zair            | 19   | Almaty              |
| Hàn Quốc                | Soyun Kim               | 28   | Gyeongnam           |
| Kosovo                  | Arbesa Rrahmani         | 21   | Ferizaj             |
| Lào                     | Phaimany Lathsabanthao  | 28   | Viêng Chăn          |
| Latvia                  | Kate Alexeeva           | 29   | Riga                |
| Liban                   | Maya Aboul Hosn         | 25   | Btekhnay            |
| Malaysia                | Serena Lee              | 24   | Kuala Lumpur        |
| Malta                   | Ella Portelli           | 22   | St. Julian's        |
| Mauritius               | Tatiana Beauharnais     | 23   | Souillac            |
| Mexico                  | Melissa Flores          | 25   | San Pedro Cahro     |
| Mông Cổ                 | Namuunzul Batmagnai     | 24   | Ulaanbaatar         |
| Myanmar                 | Amara Bo                | 26   | Mandalay            |
| Namibia                 | Jameela Uiras           | 23   | Windhoek            |
| Nepal                   | Jane Garrett            | 22   | Kathmandu           |
| Hà Lan                  | Rikkie Kollé            | 22   | Breda               |
| Nicaragua               | Sheynnis Palacios       | 23   | Managua             |
| Nigeria                 | Mitchel Ihezue          | 26   | Ideato North        |
| Na Uy                   | Julie Tollefsen         | 27   | Oslo                |
| Pakistan                | Erica Robin             | 24   | Karachi             |
| Panama                  | Natasha Vargas          | 25   | Las Tablas          |
| Paraguay                | Elicena Andrada         | 28   | Tobatí              |
| Peru                    | Camila Escribens        | 25   | Lima                |
| Philippines             | Michelle Dee            | 28   | Makati              |
| Ba Lan                  | Angelika Jurkowianiec   | 27   | Namysłów            |
| Bồ Đào Nha              | Marina Machete          | 28   | Palmela             |
| Puerto Rico             | Karla Guilfú            | 25   | Patillas            |
| Nga                     | Margarita Golubeva      | 22   | Saint Petersburg    |
| Saint Lucia             | Earlyca Frederick       | 26   | Choiseul            |
| Singapore               | Priyanka Annuncia       | 26   | Singapore           |
| Slovakia                | Kinga Puhová            | 22   | Dunajská Streda     |
| Nam Phi                 | Bryoni Natalie Govender | 27   | Gauteng             |
| Tây Ban Nha             | Athenea Pérez           | 27   | Murcia              |
| Thụy Sĩ                 | Lorena Santen           | 26   | Aargau              |
| Thái Lan                | Anntonia Porsild        | 27   | Nakhon Ratchasima   |
| Trinidad và Tobago      | Faith Gillezeau         | 25   | San Fernando        |
| Ukraine                 | Angelina Usanova        | 26   | Kyiv                |
| Hoa Kỳ                  | Noelia Voigt            | 23   | Utah                |
| Venezuela               | Diana Silva             | 26   | Caracas             |
| Việt Nam                | Bùi Quỳnh Hoa           | 25   | Hà Nội              |
| Zimbabwe                | Brooke Bruk-Jackson     | 21   | Harare              |

## Chú ý

### Lần đầu tham gia
- Pakistan

### Trở lại
- Lần cuối tham gia vào năm 2001:
  -  Zimbabwe
- Lần cuối tham gia vào năm 2006:
  -  Latvia
- Lần cuối tham gia vào năm 2017:
  -  Guyana
- Lần cuối tham gia vào năm 2019:
  -  Ai Cập
  -  Mông Cổ
- Lần cuối tham gia vào năm 2021:
  -  Đan Mạch
  -  Hungary
  -  Ireland
  -  Kazakhstan
  -  Na Uy

### Bỏ cuộc
- Armenia,  Bhutan,  Haiti,  Thổ Nhĩ Kỳ,  Uruguay: Không có cuộc thi cấp quốc gia hoặc đại diện được chỉ định
- Belize – Giám đốc quốc gia thông báo từ năm nay sẽ ngừng cử đại diện đến cuộc thi.
- Ghana – Giám đốc quốc gia cuộc thi Hoa hậu Hoàn vũ Ghana đã trả lại giấy phép cho tổ chức Hoa hậu Hoàn vũ.[107]
- Seychelles – Giám đốc quốc gia cuộc thi ở Seychelles thông báo đã từ chức và ngưng gia hạn bản quyền.

### Chỉ định
- Pháp – Diane Leyre được chỉ định là "Hoa hậu Hoàn vũ Pháp 2023". Cô là Hoa hậu Pháp 2022. Leyre đã được trao vương miện Hoa hậu Pháp 2022 và dự kiến sẽ thi đấu tại Hoa hậu Hoàn vũ 2022, nhưng do không đủ thời gian chuẩn bị cho cuộc thi. Cô được thay thế bởi Á hậu 1 Hoa hậu Pháp 2022 Floriane Bascou.
- Kazakhstan – Tomiris Zair được chỉ định là "Hoa hậu Hoàn vũ Kazakhstan 2023". Cô là Á hậu 1 Hoa hậu Kazakhstan 2022.
- Latvia – Kate Alexeeva được chỉ định làm đại diện tại cuộc thi năm nay. Cô đăng quang "Hoa hậu Hoàn vũ Latvia 2022" và theo kế hoạch sẽ tham dự ấn bản năm ngoái nhưng đã phải rút lui sau đó vì có kết quả dương tính với Covid-19.
- Liban – Maya Aboul Hosn được chỉ định là "Hoa hậu Hoàn vũ Liban 2023" vì cuộc thi Hoa hậu Liban 2023 bị hủy. Cô là Á hậu 1 Hoa hậu Liban 2022.

### Không tham gia
- Trung Quốc – Jia Qi đã đến quá muộn để tham gia do nhiều lý do. Tuy nhiên cô vẫn được ban tổ chức cuộc thi chào đón như thí sinh chính thức và được trao tham dự buổi chung kết trong vai trò khán giả. Cô cũng xác nhận rằng cô sẽ tham gia vào năm 2024.
- Kyrgyzstan – Akylai Kalberdieva được chỉ định đại diện cho Kyrgyzstan sau khi Diami Almazbekova, đại diện ban đầu của Kyrgyzstan, quyết định rút lui khỏi cuộc thi vì thiếu sự chuẩn bị và Maya Turdalieva, đại diện thay thế Almazbekova, rút lui nhưng lý do không được tiết lộ và Turdalieva cũng xác nhận rằng cô sẽ tham gia vào năm 2024. Tuy nhiên, Kalberdieva cũng quyết định rút lui vì lý do không được tiết lộ, dẫn đến việc Kyrgyzstan rút lui khỏi cuộc thi.

### Thay thế
- Mông Cổ – Namuunzul Batmagnai được chỉ định làm "Hoa hậu Hoàn vũ Mông Cổ 2023" vì Hoa hậu Hoàn vũ Mông Cổ 2023, Nominzul Zandangiin không thể tham dự được cuộc thi năm nay và Zandangiin cũng xác nhận rằng cô sẽ tham gia vào năm 2024. Cô là Á hậu 2 Hoa hậu Hoàn vũ Mông Cổ 2023.
- Việt Nam – Lê Thảo Nhi là Á hậu 1 của cuộc thi Hoa hậu Hoàn vũ Việt Nam 2022, theo dự kiến ban đầu sẽ tham gia ấn bản năm nay nhưng điều đó không diễn ra do Công ty Cổ phần Hoàn vũ Sài Gòn (Unicorp) đã mất nhượng quyền thương mại Hoa hậu Hoàn vũ kể từ tháng 2 năm 2023. Việc chuyển nhượng bản quyền được thực hiện giữa Tổ chức Hoa hậu Hoàn vũ (MUO) với bà Nguyễn Thị Thúy Nga và cô Trần Ngọc Lan Khuê, đại diện của Công ty Cổ phần Thương mại Hoa hậu Hoàn vũ Việt Nam (Elite). Sau quá trình đàm phán hợp tác giữa Elite và Unicorp để chỉ định Thảo Nhi dự thi thất bại, Elite đã ra quyết định tổ chức cuộc thi mới với tên gọi Miss Universe Vietnam chọn đại diện tham gia cuộc thi, Bùi Quỳnh Hoa giành chiến thắng trong ấn bản này và chính thức trở thành đại diện mới. Lưu ý là cuộc thi này không liên quan gì đến Hoa hậu Hoàn vũ Việt Nam.